# باککولا، نیو ساوت ولز
باککولا (به انگلیسی: Bukkulla) یک منطقهٔ مسکونی در استرالیا است که در نیو ساوت ولز واقع شده‌است.